# ジェームズ・コールフィールド (初代チャールモント伯爵)
初代チャールモント伯爵ジェームズ・コールフィールド（英語: James Caulfeild, 1st Earl of Charlemont KP PC (Ire) FRS FSA MRIA、1728年8月18日 – 1799年8月4日）は、アイルランド王国の貴族、政治家。政界ではホイッグ党に所属し、文化面では王立アイルランドアカデミーの初代会長（在任：1785年 – 1799年）を務めたことで知られる。

## 生涯

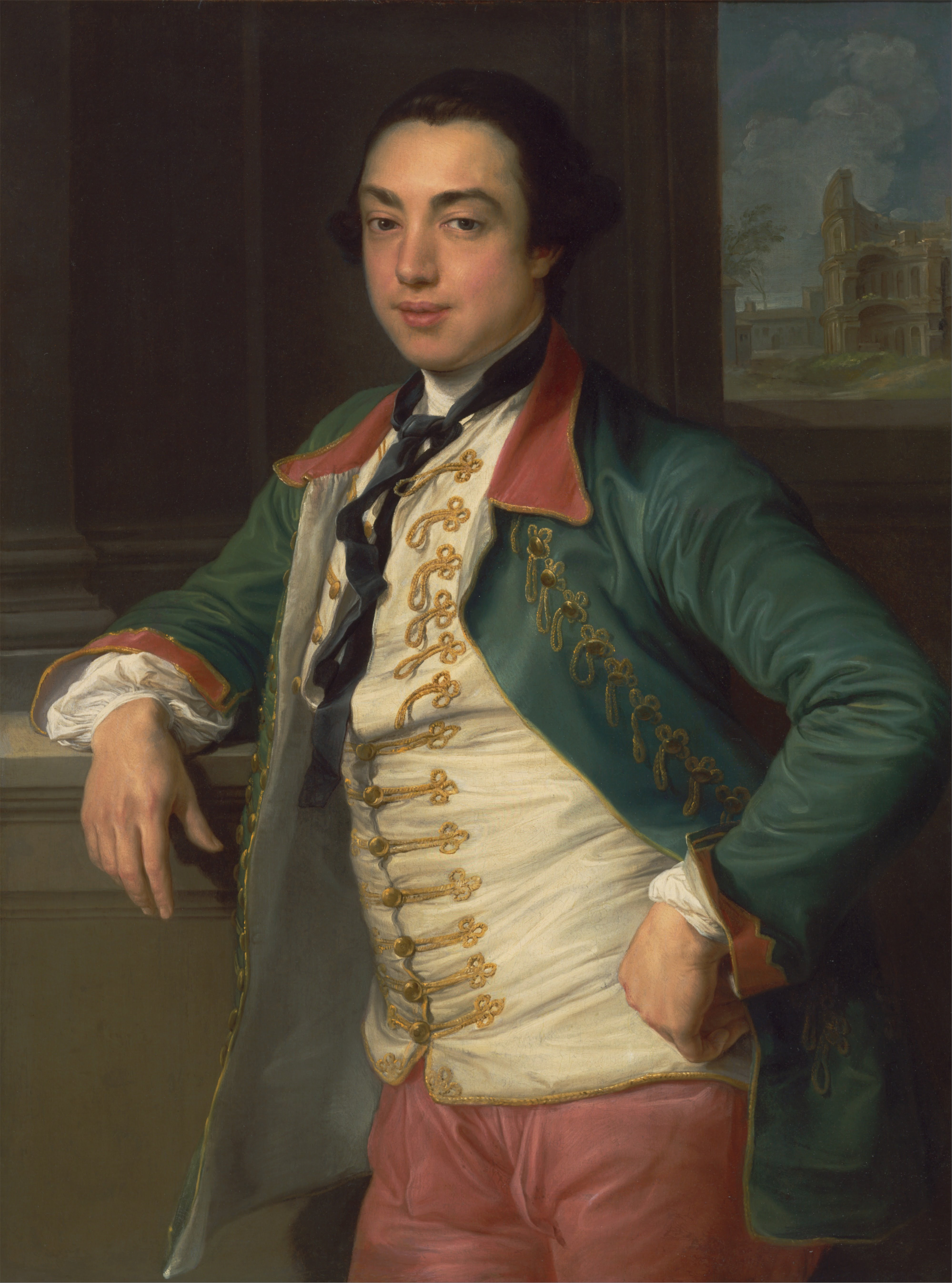
ポンペオ・バトーニによる肖像画、1750年代。

第3代チャールモント子爵ジェームズ・コールフィールドとエリザベス・バーナード（Elizabeth Bernard、1703年2月21日 – 1743年5月20日、フランシス・バーナードの娘）の息子として、1728年8月18日にダブリンで生まれた。1734年4月21日に父が死去すると、チャールモント子爵位を継承した。
1746年から1754年まで海外で過ごした後、帰国して1754年10月7日にアイルランド貴族院議員に就任した。1749年から1792年までアーマー県総督を、1755年から1799年に死去するまでアーマー県首席治安判事を務めた。七年戦争中の1760年、ベルファストの守備に召集された兵士を指揮した。1763年12月23日、アイルランド貴族であるアーマー県におけるチャールモント伯爵に叙された。1783年2月5日に聖パトリック騎士団が創設されると、同年3月11日に定員15名のうちの1人に選出された。同年8月18日、アイルランド枢密院の枢密顧問官に任命された。
このように官職任命や伯爵への叙爵がなされたが、議会では野党の立場にあり、ヘンリー・グラタンやヘンリー・フラッドとは政界における盟友だった。たとえば、チャールモント伯爵は1768年にフラッドが提出した八年議会法をアイルランド貴族院で可決させ、1780年にヘンリー・グラタンとともにアイルランドの独立を訴えた。同年7月にアイルランド義勇兵の総指揮官に選出され、1783年11月にはダブリンで開催された義勇兵団体（Volunteer Corporation）の会議において議長を務め、その影響力を発揮して義勇兵団体とアイルランド議会の間の武装衝突を回避した。また、アイルランド王国とグレートブリテン王国の合同に強く反対した。
文化面では1755年5月29日に王立協会フェローに、同年6月5日にロンドン考古協会フェローに選出された後、7月15日にダブリン大学よりLL.D.の名誉学位を授与され、1756年1月13日にイングランド古代派グランドロッジに加入してフリーメイソンになった。また、1785年から1799年に死去するまで王立アイルランドアカデミー会長を務めた。
1799年8月4日にダブリンの自宅で死去、アーマーで埋葬された。息子フランシスが爵位を継承した。
死後、回想録がフランシス・ハーディーの編集を経て1810年に出版された。

## 人物
1772年から1776年までアイルランド担当大臣を務めたジョン・ブラキエールは1775年にチャールモント伯爵を「私生活では愛想のよく、尊敬に値する人物である。政治においては癇癪持ちで気難しい」（In private life amiable and respectable. In public, violent, petulant and waspish.）と評し、エドマンド・バークは1785年にチャールモント伯爵を「アイルランドにおける最も雅量で、育ちの最も良い人物」（the best natured and best bred man in Ireland）と評した。

## 家族
1768年7月2日、メアリー・ヒックマン（Mary Hickman、1807年4月没、トマス・ヒックマンの娘）と結婚、2男をもうけた。
- フランシス（1775年 – 1863年） - 第2代チャールモント伯爵
- ヘンリー（1779年7月29日 – 1862年3月4日） - 1819年8月30日、エリザベス・マーガレット・ブラウン（Elizabeth Margaret Browne、1878年10月20日没、ドッドウェル・ブラウンの娘）と結婚、子供あり。第3代チャールモント伯爵ジェームズ・コールフィールドの父